# Gustaf Bergström (godsägare)
Gustaf Albin Bergström (i riksdagen kallad Bergström i Bubbetorp), född 29 juni 1864 i Klara församling, Stockholms stad, död 24 augusti 1920 i Karlskrona (folkbokförd i Rödeby församling, Blekinge län), var en svensk godsägare, direktör och riksdagspolitiker.
Bergström var ledamot av riksdagens första kammare 1919–1920, invald i Blekinge läns valkrets.